# Placobdella ornata
Placobdella ornata is een ringworm uit de familie van de Glossiphoniidae. De wetenschappelijke naam van de soort is voor het eerst geldig gepubliceerd in 1872 door Verrill.